# Pierre Moerlen
Pierre Moerlen (Colmar, 23 oktober 1952 – Straatsburg, 3 mei 2005) was een Franse drummer, die gelieerd was aan de Britse Canterbury-scene.

## Biografie
Zijn broer Benoît en zijn drie zusters zijn ook musici (zij het niet allemaal professioneel). Hun vader, Maurice Moerlen, was de organist van de kathedraal van Straatsburg, hun moeder was pianolerares. Moerlen startte op de piano, maar als tiener richtte hij zich meer op de ritme-instrumenten. In 1967 ging hij naar het Conservatoire Régional in Straatsburg, waar hij klassiek slagwerk-les kreeg van Jean Batigne. Batigne was leider en oprichter van de Les Percussions de Strasbourg. In 1972 rondde Moerlen de school af en won hij er de Premier Prix du Percussion. Op het conservatorium was het uitsluitend klassieke muziek, maar daarbuiten zocht Moerlen verder. Hij raakte betrokken bij meerdere rock en fusion bands en speelde onder meer in Asthme Congélateur met Gabriel Fédérow, die later gitarist bij Magma zou worden. In die tijd ontmoette hij ook de broers Jean-Sébastien en Patrice Lemoine. 
Moerlen begon met het schrijven van zijn eigen muziek, gebaseerd op de mogelijkheden van gestemde en ongestemde slagwerkinstrumenten. Hij oefende zijn muziek samen met zijn mede-studente Mireille Bauer, die op dat moment zijn vriendin was. Bij een bezoek aan Parijs op zoek naar werk (met tegenzin in de klassieke muziek) werd hij erop gewezen dat de band Gong een drummer zocht. In eerste instantie niet al te enthousiast zag hij wel mogelijkheden in Gong en voegde hij zich bij de groep. 
In 1973 toerde hij met Gong zonder Daevid Allen en Gilli Smyth onder de naam Paragong door Frankrijk. Nadat Allen en Smyth teruggekeerd waren werden de opnames van Angels Egg gestart. Moerlen was al door Mike Oldfield gevraagd om mee te spelen op een live uitvoering van Tubular Bells, samen met onder meer Steve Hillage, Mike Ratledge, Fred Frith, Kevin Ayers, John Greaves en David Bedford.
De relatie tussen Moerlen en Gong bleef problematisch. Hij kwam en ging, hij bleef zich afvragen of Gong wel zijn plek was, en ging regelmatig terug naar Straatsburg om op te treden met de Percussions de Strasbourg. Met hen trad hij door Europa op. Daarnaast bleef hij ook zijn eigen muziek schrijven.

Zomer 1975 werd Moerlen gevraagd weer bij Gong te komen, Allen Smith en Blake waren vertrokken en hij zou dan samen met Didier Malherbe de leiding over de groep krijgen. Moerlen nam Mireille Bauer en Patrice Lemoine mee. Hillage en zijn vriendin Miquette Giraudy name de rollen van Allen en Smyth over. Dit bleek echter geen succes. In de voorbereiding van Shamal vertrok Hillage al en in de eropvolgende tournee viel de band weer uit elkaar. In een nieuwe line-up versterkte Moerlen de ritmesectie, hij haalde zijn broer Benoît erbij plus de congaspeler Mino Cinélu. Na een tournee in 1976 en de opnames voor Gazeuse! viel ook deze bezetting weer uit elkaar.
Moerlen vertrok voor een tijdje naar New York. Daar ontmoette hij Hansford Rowe, een basgitarist met wie hij nog veel zou samenwerken. Begin 1977, terug in Straatsburg, zette Moerlen een nieuwe Gong-versie op: Gong-Expresso, met Rowe, Mireille Bauer (slagwerk), Jorge Pinchevsky (viool), Benoît Moerlen (vibrafoon), en François Causse (slagwerk).
De band toerde in 1977, met na het vertrek van Pinchevsky verschillende spelers op zijn plek, zoals Didier Malherbe, Darryl Way (Curved Air), Bon Lozaga en Allan Holdsworth. Een album werd opgenomen, en vervolgens werd onder de naam Pierre Moerlen’s Gong ook het Expresso II album uitgebracht. De band zou nog vele wijzigingen ondergaan tot haar opsplitsing in 1981, maar het centrale trio Moerlen, Rowe en Lozaga zou tot die tijd bij elkaar blijven. Tot 1981 werden wel nog een aantal albums uitgebracht met als topper Time Is The Key, waarvoor Moerlen de muziek geschreven had tijdens een rustperiode met vrouw en kind in Ierland.

In 1981 ging Moerlen met Percussions de Strassbourg ook weer op tournee, dit keer door Zuid-Amerika.
Na het opsplitsen was het een tijd onduidelijk wat Moerlen ging doen. Terug in Straatsburg gaf hij les in slagwerk. Een korte periode bij de Franse band Magma bleek geen succes. In 1982 en 1983 werkte hij meerdere malen samen met Mike Oldfield. 
In 1985 trad hij toe tot de Zweedse band Tribute. Voor Tribute speelde hij mee op twee albums en met hen nam hij ook een eigen album op. De aparte toevoeging van de bijdrage van de basgitaar van Rowe maakte dat hij het album weer onder de naam van Pierre Moerlen’s Gong uitbracht.
In 1987 hield Tribute op te bestaan en werd er weer een nieuwe Pierre Moerlen’s Gong samengesteld met Hansford Rowe, Benoît Moerlen, gitarist Ake Zieden (ex-Tribute), Frank Fischer (keyboards) en Stefan Traub (vibrafoon). Second Wind kwam in 1989 uit, maar het ging de band financieel niet voor de wind, en nog datzelfde jaar werd zij definitief opgeheven. In 1989 trad Moerlen nog op in een trio met Patrice Meyer en Thierry Eckert.
Moerlen keerde terug naar Straatsburg en begon weer met het geven van slagwerklessen op de Agostini-school. Hij werkte daarnaast met Alsace Percussion en met de groep Macumba.
Van 1990 tot 1997 nam hij werk aan als begeleidend drummer bij een aantal grote musicals (West Side Story, Jesus Christ Superstar, Evita, Les Misérables), met die setting toerde hij door Europa en de VS.

In 1997 werd Moerlen lid van Brand X, voor een paar tournees door Japan en Europa. Augustus 1997 keerde hij terug bij Gong, als vervanger van Pip Pyle. Hij ging mee op tour door Frankrijk, maar vertrok na een ruzie in het voorjaar van 1999. Hij vatte zijn docentschap opnieuw op en begon aan nieuwe composities en een nieuwe versie van Pierre Moerlen’s Gong. Na een paar optredens bleek het niet op te leveran wat hij wilde en stopte de band weer.

In 2002 speelde Moerlen met een aantal Russische jazz-musici; hiervan zijn ook opnamen uitgebracht.
Moerlen overleed in 2005 op 52-jarige leeftijd onverwachts in zijn slaap. Hij was op dat moment bezig met een nieuwe versie van Pierre Moerlen’s Gong, met onder meer zijn broer Benoit. Op 9 mei werd hij begraven in zijn geboorteplaats Colmar.
Pierre Moerlen was te zien in de videoclip van Moonlight Shadow van Mike Oldfield.

## Discografie
Albums waaraan Pierre Moerlen een substantiële bijdrage heeft geleverd:
| jaar | artiest                 | titel                                              |
| ---- | ----------------------- | -------------------------------------------------- |
| 1969 | Roger Siffer's1st album | Alsacian folk-rock                                 |
| 1973 | Gong                    | Angel's Egg                                        |
| 1974 | Gong                    | You                                                |
| 1974 | Greasy Truckers         | Gong Live at Dingwalls                             |
| 1975 | Mike Oldfield           | Ommadawn                                           |
| 1975 | Steve Hillage           | Fish Rising                                        |
| 1975 | Slapp Happy             | Desperate Straights                                |
| 1975 | Robert Wood             | Vibrarock                                          |
| 1976 | Gong                    | Shamal                                             |
| 1976 | Gong                    | Gazeuse! (ook uitgebracht onder de naam: Expresso) |
| 1976 | Mike Oldfield           | Boxed                                              |
| 1977 | Pekka Pohjola           | Mathematicians Air Display                         |
| 1977 | Gong                    | Gong Est Mort, Vive Gong!                          |
| 1977 | Gong                    | Gong Live Etc                                      |
| 1978 | Pierre Moerlen's Gong   | Expresso II                                        |
| 1978 | Mike Oldfield           | Incantations                                       |
| 1979 | Pierre Moerlen's Gong   | Downwind                                           |
| 1979 | Pierre Moerlen's Gong   | Time Is the Key                                    |
| 1979 | Mick Taylor             | Mick Taylor                                        |
| 1979 | Mike Oldfield           | Exposed (Live)                                     |
| 1979 | Mike Oldfield           | Platinum                                           |
| 1980 | Pierre Moerlen's Gong   | Pierre Moerlen's Gong Live                         |
| 1981 | Pierre Moerlen's Gong   | Leave It Open                                      |
| 1982 | Philip Lynott           | Philip Lynott Album                                |
| 1986 | Pierre Moerlen's Gong   | Breakthrough                                       |
| 1988 | Bireli Lagrene          | Inferno                                            |
| 1978 | Thin Lizzy              | Live & Dangerous                                   |
| 1980 | Sally Oldfield          | Celebration                                        |
| 1983 | Tribute                 | Live                                               |
| 1983 | Mike Oldfield           | Crises                                             |
| 1983 | Jean-Yves Lievaux       | Transformances                                     |
| 1985 | Tribute                 | Breaking Barriers                                  |
| 1985 | Mike Oldfield           | Complete Mike Oldfield                             |
| 1987 | Mike Oldfield           | Islands                                            |
| 1989 | Pierre Moerlen's Gong   | Second Wind                                        |
| 1990 | Gong                    | Live at Sheffield 74                               |
| 1994 | Mike Oldfield           | Platinum/QE2/Five Miles Out                        |
| 1995 | Project Lo              | Dabblings in the Darkness                          |
| 1997 | Brand X                 | Manifest Destiny                                   |
| 1997 | Gong                    | You Remixed                                        |
| 1998 | Gong                    | Paragong Live 1973                                 |
| 1998 | Gong                    | Family Jewels                                      |
| 1998 | Pierre Moerlen's Gong   | Full Circle Live ‘88                               |
| 2002 | Pierre Moerlen's Gong   | Pentanine                                          |

- Bibliothèque nationale de France: cb140506650 (data)
- Gemeinsame Normdatei: 134587138
- International Standard Name Identifier: 0000 0000 7691 3157
- Library of Congress Control Number: n2005045292
- MusicBrainz: ca4c8408-5d47-4619-bff5-e775c0d1d5b1
- Système universitaire de documentation: 16628534X
- Virtual International Authority File: 28940501
- WorldCat: E39PBJtxdyMXgVrCXMDKHMtdwC